# WTA Tier I-es tornák
A WTA Tier I-es tornák közé kilenc WTA-tenisztorna tartozott. 2009-től már a beosztás WTA Premier tornák alapján történik.
A világranglistapontok és az összdíjazás tekintetében a Grand Slam-tornák és a WTA Tour Championships után ezek voltak a legrangosabb versenyek. A WTA-tornáknak összesen négy Tierjük, azaz kategóriájuk volt: Tier I, Tier II, Tier III és Tier IV.

## Tier I-es tornák 2008-ban
| Torna        | Hivatalos név           | Helyszín                                   | Borítás          | Mióta Tier I-es | Hivatalos oldal                                                                             |
| Doha         | Qatar Total Open        | Doha, Katar                                | Kemény           | 2008-           | http://www.qatartennis.org/                                                                 |
| Indian Wells | Pacific Life Open       | Indian Wells, Kalifornia, Egyesült Államok | Kemény           | 1996-           | http://www.pacificlifeopen.com Archiválva 2008. december 1-i dátummal a Wayback Machine-ben |
| Miami        | Sony Ericsson Open      | Key Biscayne, Florida, Egyesült Államok    | Kemény           | 1988-           | https://web.archive.org/web/20081224022054/http://www.sonyericssonopen.com/                 |
| Charleston   | Family Circle Cup       | Charleston, Dél-Karolina, Egyesült Államok | Zöld salak       | 1990-           | https://web.archive.org/web/20100922055525/http://familycirclecup.com/                      |
| Berlin       | Qatar Total German Open | Berlin, Németország                        | Vörös salak      | 1988-           | https://web.archive.org/web/20080914062447/http://www.german-open.org/                      |
| Róma         | Telecom Italia Masters  | Róma, Olaszország                          | Vörös salak      | 1990-           | https://web.archive.org/web/20191121175349/http://www.telecomitaliamasters.it/              |
| Canada       | Rogers Cup              | Montréal / Toronto, Kanada                 | Kemény           | 1990-           | http://www.rogerscup.com                                                                    |
| Tokió        | Toray Pan Pacific Open  | Tokió, Japán                               | Kemény           | 1993-           | http://www.toray-ppo.co.jp Archiválva 2017. július 13-i dátummal a Wayback Machine-ben      |
| Moszkva      | Kremlin Cup             | Moszkva, Oroszország                       | Szőnyeg (fedett) | 1997-           | http://www.kremlincup.ru                                                                    |

### Egykori Tier I-es tornák
| Torna        | Hivatalos név                      | Helyszín                                     | Borítás          | Tier I-es időszak | Hivatalos oldal                                                                       |
| San Diego    | Acura Classic                      | San Diego, Kalifornia, Egyesült Államok      | Kemény           | 2004-2007         | https://web.archive.org/web/20070815092050/http://www.acuraclassic.com/               |
| Zürich       | Zürich Open                        | Zürich, Svájc                                | Kemény (fedett)  | 1993-2007         | http://www.zurichopen.net Archiválva 2020. július 24-i dátummal a Wayback Machine-ben |
| Boca Raton   | VS of Florida                      | Boca Raton, Florida, Egyesült Államok        | Kemény           | 1991-1992         | n/a                                                                                   |
| Chicago      | Ameritech Cup Chicago              | Chicago, Illinois, Egyesült Államok          | Szőnyeg (fedett) | 1990              | n/a                                                                                   |
| Philadelphia | Advanta Championships Philadelphia | Philadelphia, Pennsylvania, Egyesült Államok | Szőnyeg (fedett) | 1993-1995         | http://www.advantachampionships.com/                                                  |